# オイゲン・デューリング
オイゲン・カール・デューリング（ドイツ語: Eugen Karl Dühring、1833年1月12日 - 1921年9月21日）は、ドイツの哲学者、経済学者である。

## 経歴
ベルリン近郊で官吏の子に生まれたが、幼くして両親と死別し孤児院で育った。ベルリン大学で法律を学び、司法官見習い実習生になった。眼病に罹患し司法官を断念、哲学や経済学の研究に転じた。1861年、失明したものの学位を取得。1863年よりベルリン大学で哲学と経済学を講じ、1865年講師に就任した。社会主義に接近しドイツの社会主義運動家らに影響を与える一方、カール・マルクスに反対した。1877年大学を追われ、1878年にはフリードリヒ・エンゲルス『反デューリング論』で徹底して批判された。

## 著作
- 『自然弁証法』 1865年[2]
- 『資本と労働』 Kapital und Arbeit  1865年[1]
- 『生の価値』 Der Wert des Lebens im Sinne einer heroischen Lebensauffassung  1865年[1]
- 『批判的哲学史』 Kritische Geschichte der Philosophie  1869年[1]
- 『国民経済学と社会主義の批判的歴史』1871年[2]
- 『国民経済学と社会経済学教程』 Kursus der National und Sozialökonomie  1873年[1]
- 『哲学教程』 Kursus der Philosophie  1875年[1]
- 『ユダヤ人問題』1881年[2]